# Watson Rock
Der Watson Rock ist ein markanter Felsen auf der Insel Heard im südlichen Indischen Ozean. Er liegt am nördlichen Ende des Fairchild Beach im Osten der Insel.
Namensgeber ist der Schiffszimmermann George Watson, einer der Überlebenden des nahe dem Elephant Spit am 17. Oktober 1880 gesunkenen Walfangschiffs Trinity, der kurz darauf bei der Suche nach Nahrung gemeinsam mit Bernard Kelly, einem weiteren Überlebenden des Schiffsunglücks, an Unterkühlung infolge eines Sturms auf dem Stephenson-Gletscher starb und in einem gemeinsamen Grab mit diesem am Skua Beach beerdigt ist.